# Nhà để xe

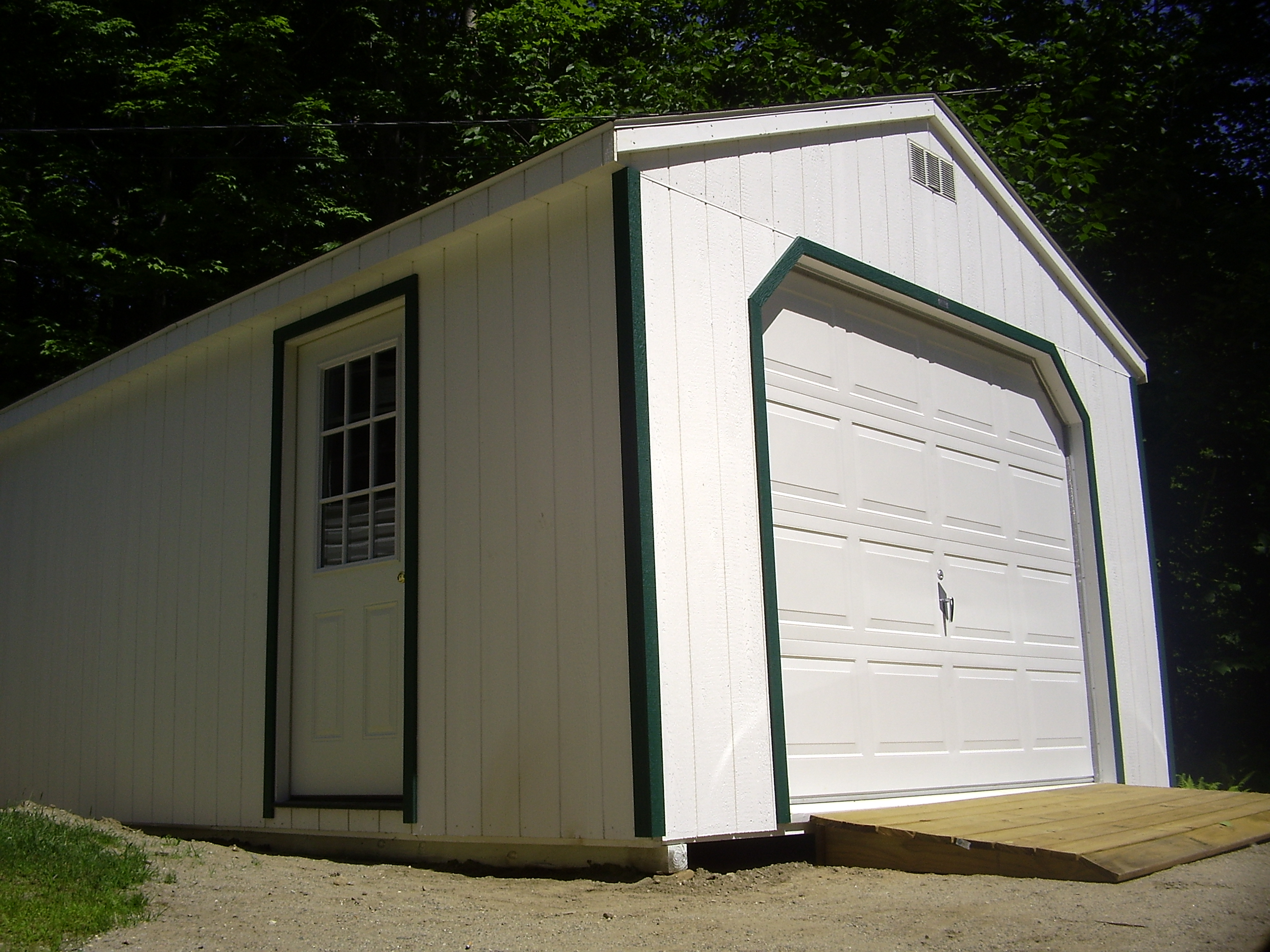
Một ga ra ở Mỹ

Nhà để xe hay nơi để xe, hay còn gọi thông dụng là ga ra, ga-ra, hay garage, là một phần của một căn nhà hay một tòa nhà, hoặc được xây dựng, thiết kế bố trí hoặc tận dụng diện tích để sử dụng làm nơi giữ xe (xe cá nhân). Cần phân biệt thuật ngữ này với bãi đậu xe dùng để chỉ những sân bãi có diện tích lớn dùng để đáp ứng cho nhu cầu đậu xe, giữ xe với mục đích công cộng và có thể có thu phí. Những nhà ở Anh và ở Mỹ thường có một nhà để xe có một nhà để xe được xây dựng trong tòa nhà chính.

## Xây dựng
Ga ra là giải pháp hiệu quả khi xây nhà vì giải quyết được chỗ để xe và hệ thống kỹ thuật, cũng như cách âm cho tầng trên và tăng diện tích sử dụng. Khi thiết kế nhà để xe nên cân nhắc đến diện tích tương xứng với quy mô nhà ở. Nếu nhà có nhiều tầng và cần khu vực để xe rộng, thì làm gara sẽ rất thuận lợi. Trường hợp không quá cần thiết hoặc không thể đào xuống sâu, thì nên làm hầm theo dạng như một tầng trệt có chiều cao thấp, từ ngoài vào gặp cầu thang dẫn thẳng lên tầng lửng để vừa giảm chi phí làm móng bè cho gara, vừa dễ giải quyết các yếu tố thông thoáng chiếu sáng.
Nếu nhà làm theo kiểu lệch tầng, có thể đặt bếp ở phía sau cao hơn gara mà thấp hơn phòng khách, phía trước dùng để đỗ xe và làm lối vào, phía sau làm hồ nước ngầm hoặc máy phát điện. Nhà xây tại vùng đất yếu, ga ra đồng nghĩa với một mảng móng bè, giúp chống thấm ngược, tránh được tình trạng lún không đều nếu làm móng theo kiểu độc lập.

## Trên thế giới
Ở Mỹ có một gara ô tô khá đặc biệt, hầu như không có tường bao, mang phong cách thiết kế hiện đại, sang trọng, nằm ở thành phố Miami, tiểu bang Florida được khuyến khích trưng dụng để tổ chức tiệc tùng. Tòa gara có 7 tầng và mỗi tầng mang một phong cách thiết kế khác nhau và đặc biệt có kích thước khác nhau, với trần cao từ 2m đến 10m. Tầng trệt được thiết kế để làm các cửa hàng thời trang, còn tầng thượng chủ yếu dùng làm kho cho các hộ gia đình sống trong tòa gara, và một không gian lớn để tổ chức tiệc tùng.

## Hình ảnh

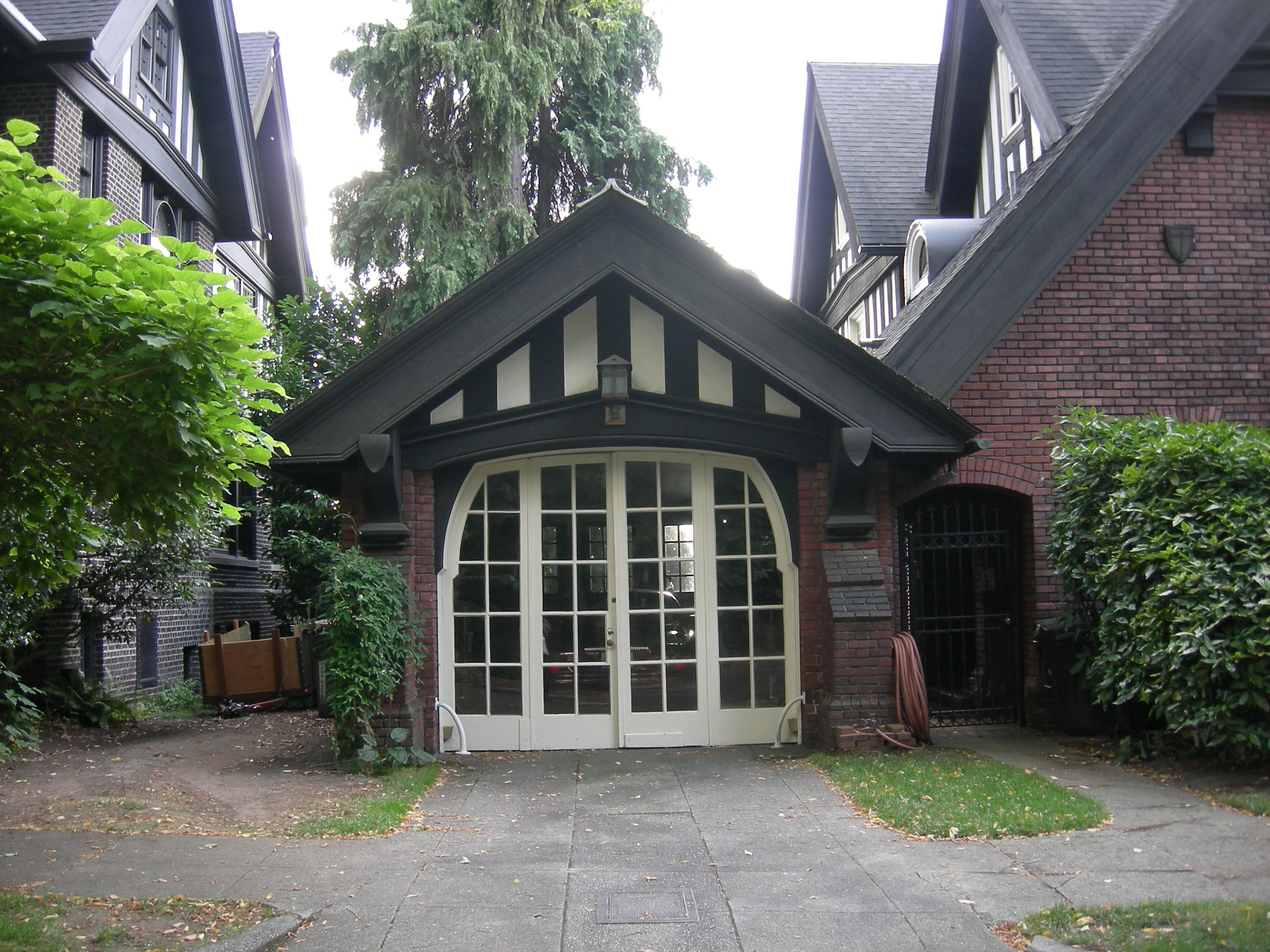
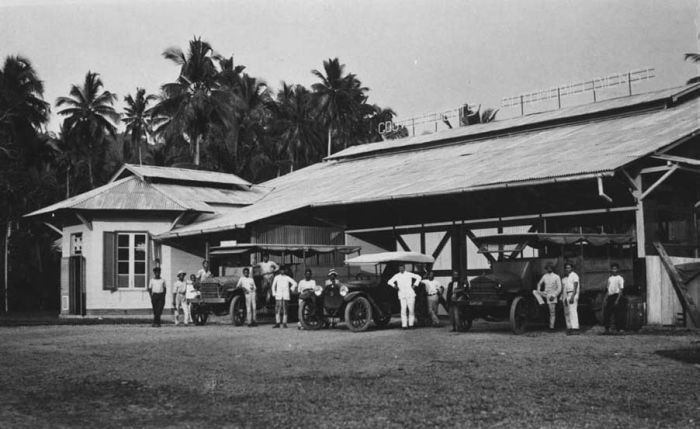
1919
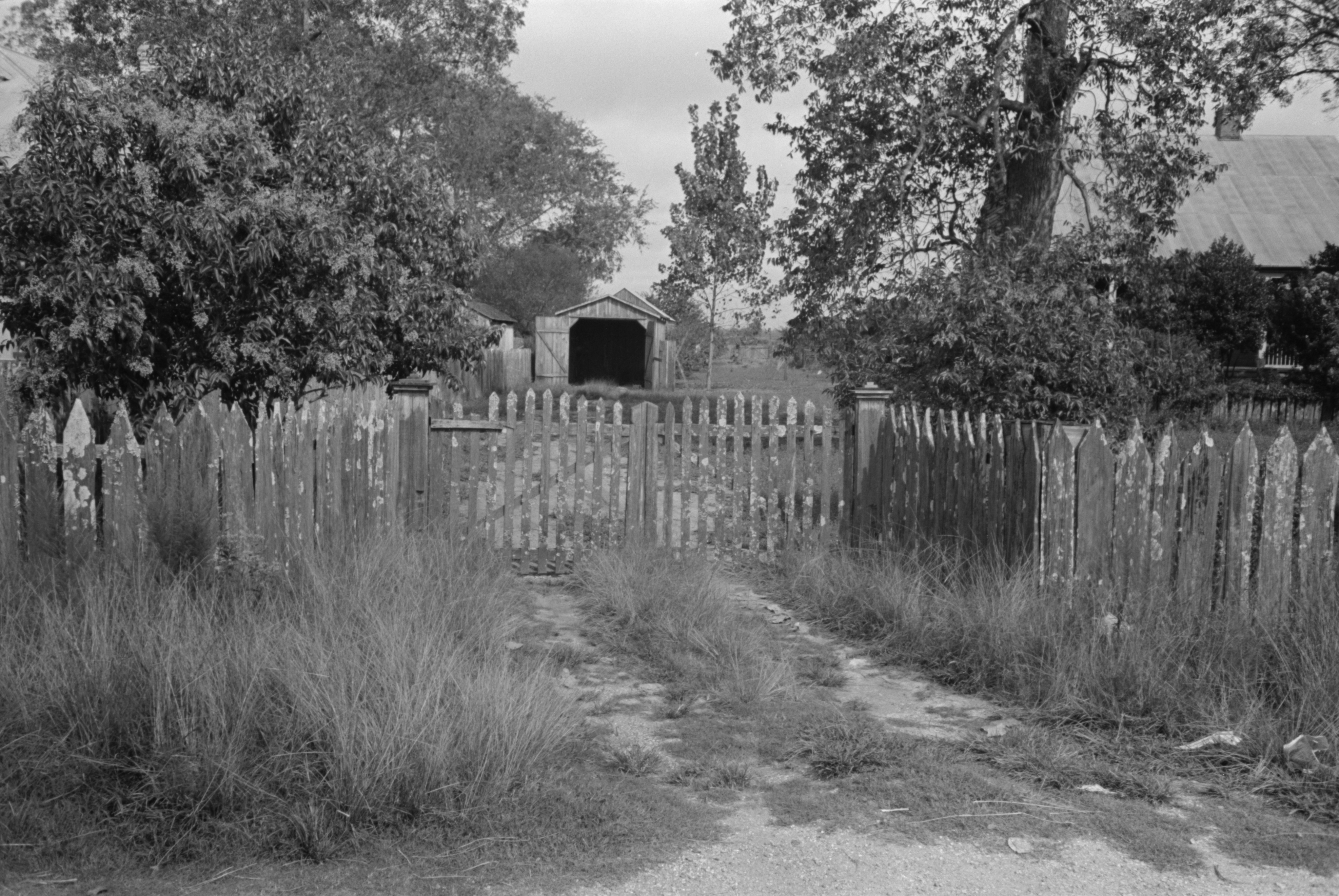
1938
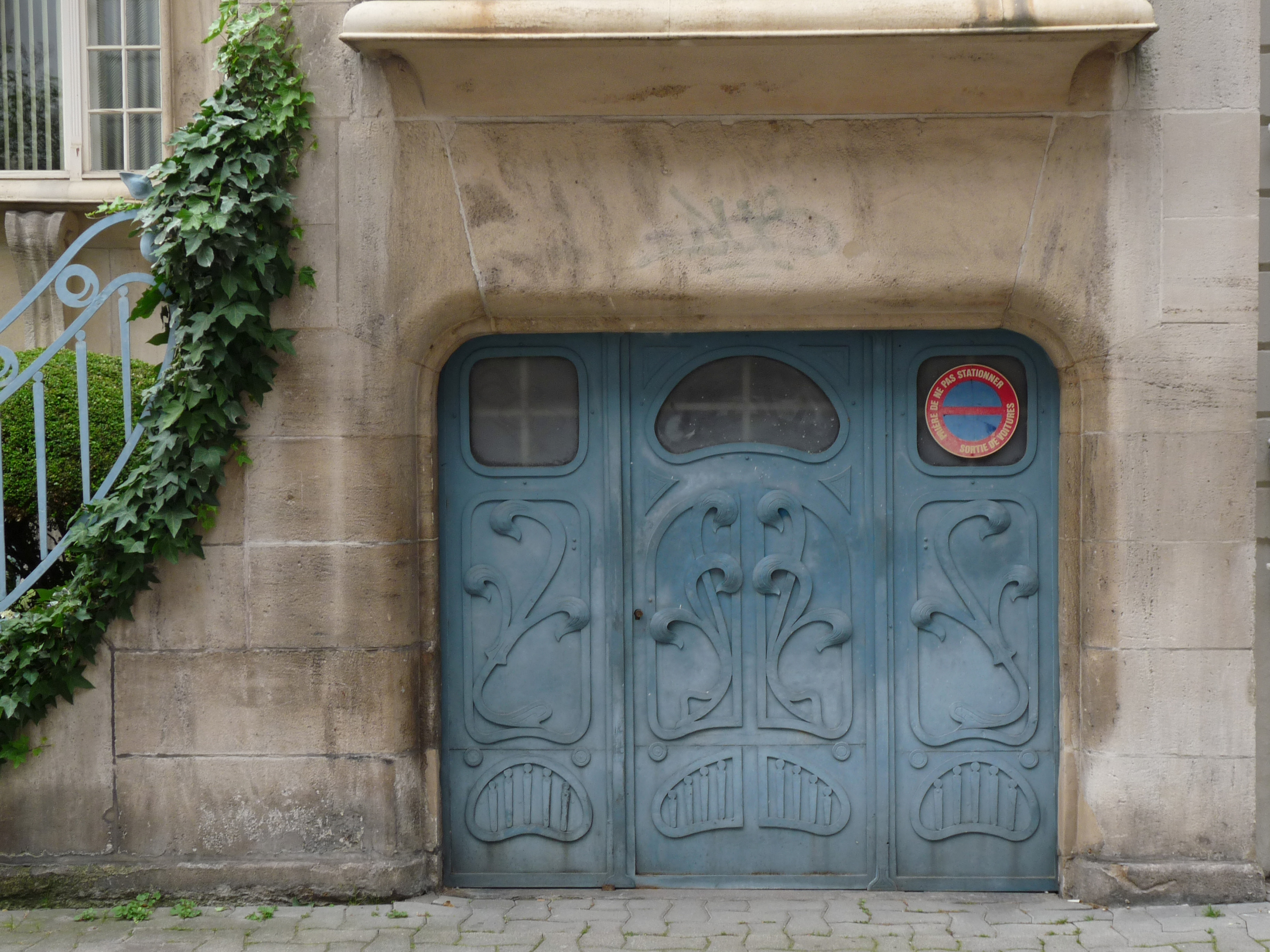
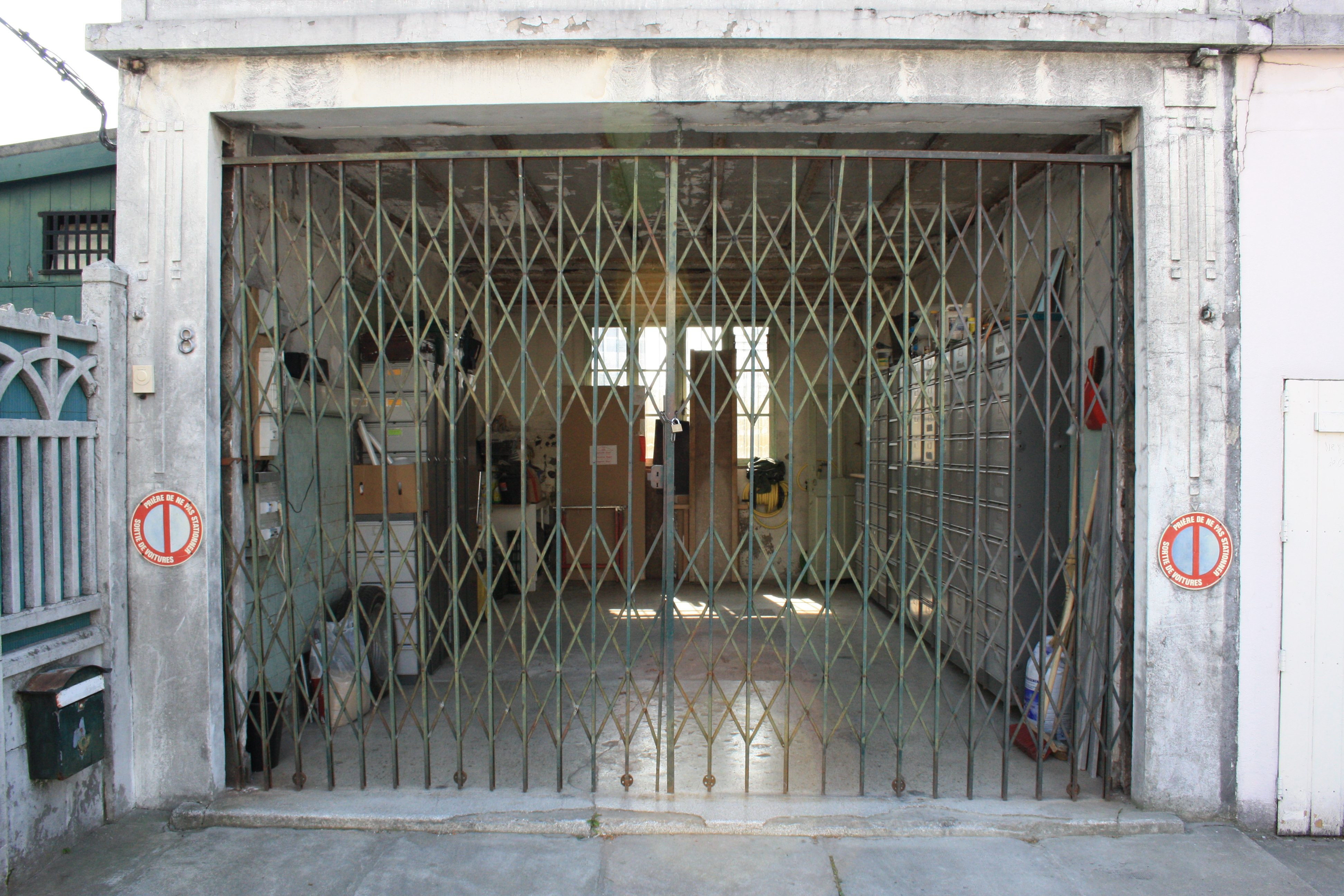
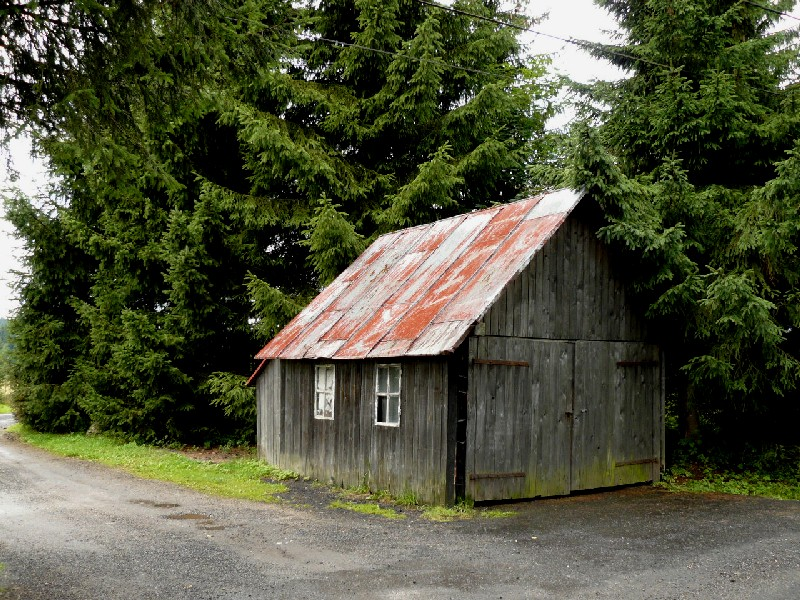
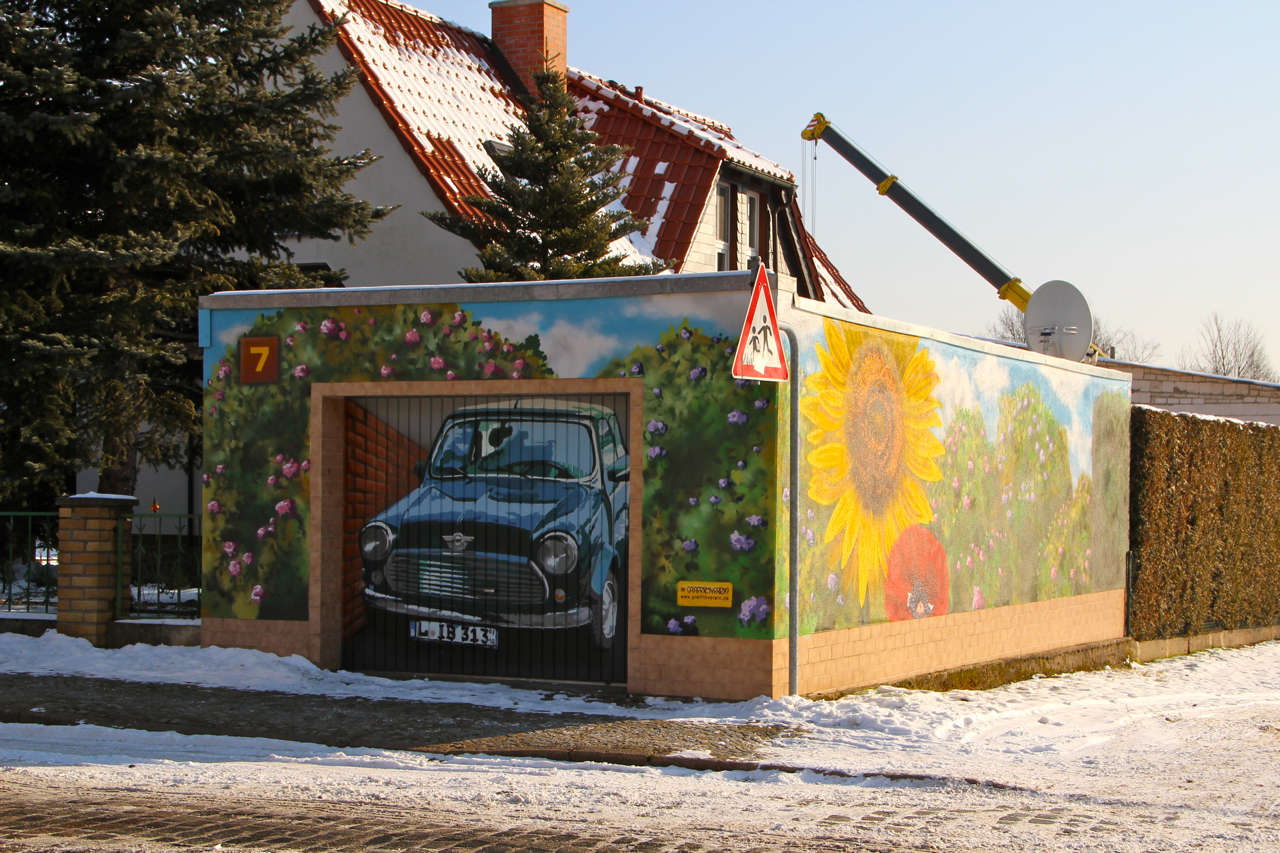
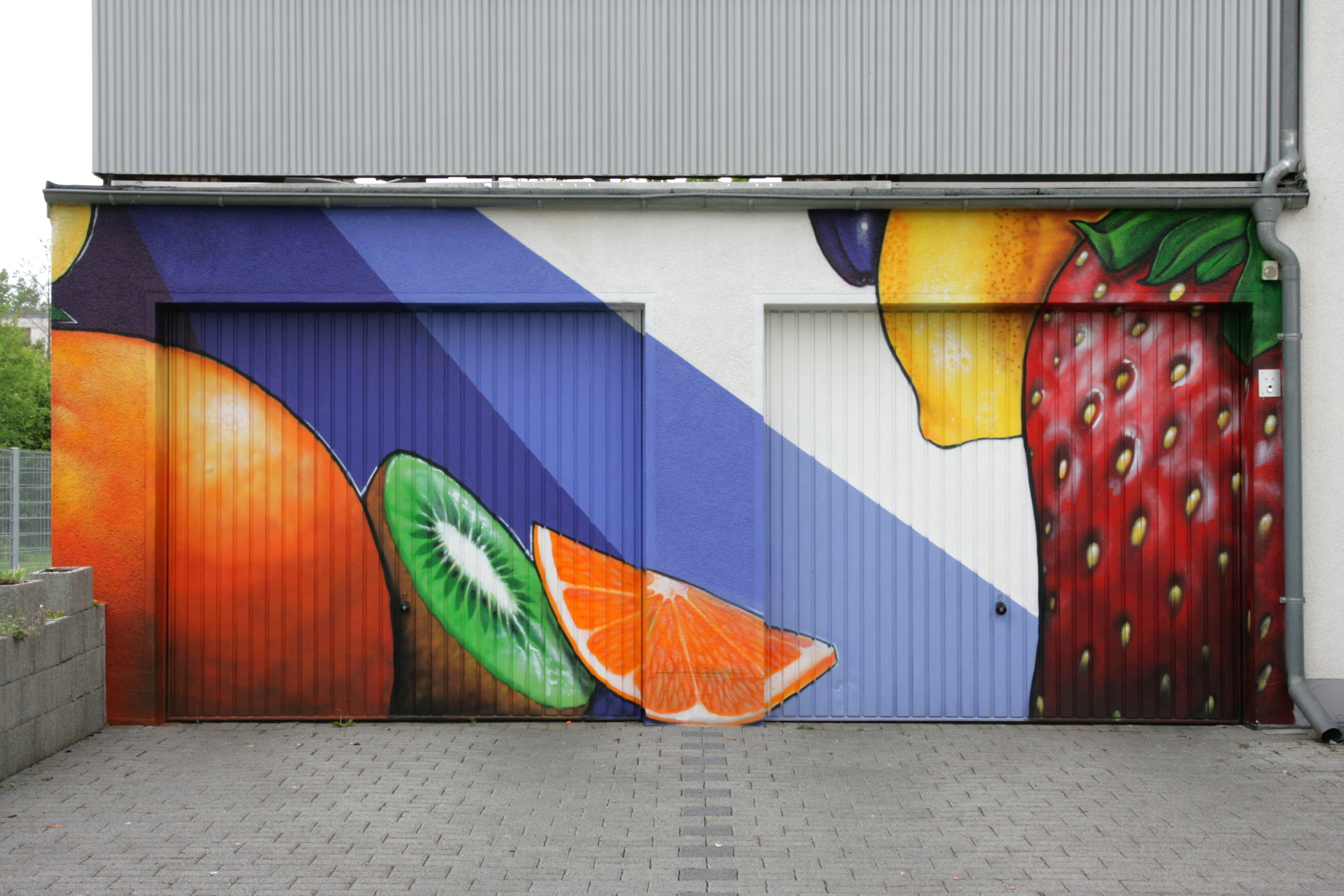